# Сиддхартханагар (округ)
Сиддхартханагар (англ. Siddharthnagar) — округ в индийском штате Уттар-Прадеш. Образован 29 декабря 1988 года из части территории округа Басти. Административный центр — город Навгарх. Площадь округа — 2751 км². По данным всеиндийской переписи 2001 года население округа составляло 2 040 085 человек. Уровень грамотности взрослого населения составлял 42,30 %, что значительно ниже среднеиндийского уровня (59,5 %).